# Microrégion de Guanhães
 (février 2025).
Si vous disposez d'ouvrages ou d'articles de référence ou si vous connaissez des sites web de qualité traitant du thème abordé ici, merci de compléter l'article en donnant les références utiles à sa vérifiabilité et en les liant à la section « Notes et références ».
La microrégion de Guanhães est l'une des sept microrégions qui subdivisent la vallée du Rio Doce, dans l'État du Minas Gerais au Brésil.
Elle comporte 15 municipalités qui regroupaient 127 945 habitants en 2006 pour une superficie totale de 5 782 km2.

## Municipalités[1]
- Braúnas
- Carmésia
- Coluna
- Divinolândia de Minas
- Dores de Guanhães
- Gonzaga
- Guanhães
- Materlândia
- Paulistas
- Sabinópolis
- Santa Efigênia de Minas
- São João Evangelista
- Sardoá
- Senhora do Porto
- Virginópolis